# Giunta regionale della Sicilia
La Giunta regionale della Sicilia è l'organo esecutivo della Regione Siciliana, regione italiana a statuto speciale. Ha sede a Palermo, nel palazzo d'Orléans. 
L'attuale giunta di governo (XVIII legislatura dell'Ars) è stata nominata dal presidente Renato Schifani il 15 novembre 2022, e si è insediata il giorno successivo succedendo alla precedente giunta Musumeci. Dal 13 ottobre 2022, giorno dell'insediamento di Schifani, fino al giorno dell'insediamento della giunta, tutte le deleghe assessoriali sono rimaste in capo al presidente.

## Composizione
La Giunta di governo è composta dal presidente e dagli assessori, che dal 2001 sono nominati e revocati dal presidente, anche tra non deputati regionali (tre). Dalla XVIII legislatura devono giurare innanzi l'ARS per entrare nelle funzioni. Con decreto il presidente nomina tra loro un vice presidente che lo sostituisce in caso di impedimento. Ogni assessore ha una delega del presidente a un ramo dell'amministrazione.
| Assessore                  | Partito | Partito                   | Carica                                                                    | In carica dal    | Collegio di provenienza |
| -------------------------- | ------- | ------------------------- | ------------------------------------------------------------------------- | ---------------- | ----------------------- |
| Renato Schifani            |         | Forza Italia              | Presidente                                                                | 13 ottobre 2022  | Palermo                 |
| Nunzia Albano              |         | DC Sicilia                | Assessore alla Famiglia, alle Politiche sociali e al Lavoro               | 16 novembre 2022 | Palermo                 |
| Elvira Amata               |         | Fratelli d'Italia         | Assessore al Turismo, allo Sport e allo Spettacolo                        | 24 gennaio 2023  | Messina                 |
| Alessandro Aricò           |         | Fratelli d'Italia         | Assessore alle Infrastrutture e alla Mobilità                             | 16 novembre 2022 | Palermo                 |
| Salvatore Barbagallo       |         | Indipendente di area Lega | Assessore all'Agricoltura, allo Sviluppo rurale e alla Pesca mediterranea | 5 agosto 2024    | Catania                 |
| Francesco Colianni         |         | Movimento per l'Autonomia | Assessore all'Energia e ai Servizi di pubblica utilità                    | 14 aprile 2025   | Enna                    |
| Alessandro Dagnino         |         | Indipendente              | Assessore all'Economia                                                    | 25 luglio 2024   | Palermo                 |
| Daniela Faraoni            |         | Indipendente              | Assessore alla Salute                                                     | 16 gennaio 2025  | Caltanissetta           |
| Andrea Barbaro Messina     |         | DC Sicilia                | Assessore alle Autonomie locali e alla Funzione pubblica                  | 16 novembre 2022 | Catania                 |
| Giuseppa Savarino          |         | Fratelli d'Italia         | Assessore al Territorio e all'Ambiente                                    | 2 agosto 2024    | Agrigento               |
| Francesco Paolo Scarpinato |         | Fratelli d'Italia         | Assessore ai Beni culturali e all'Identità siciliana                      | 24 gennaio 2023  | Palermo                 |
| Edmondo Tamajo             |         | Forza Italia              | Assessore alle Attività produttive                                        | 16 novembre 2022 | Palermo                 |
| Girolamo Turano            |         | Lega per Salvini Premier  | Assessore all'Istruzione e alla Formazione professionale                  | 16 novembre 2022 | Trapani                 |

## Funzioni
Tra le funzioni della Giunta, come organo collegiale, vi è quella di nomina dei dirigenti generali dei dipartimenti della Regione e degli enti pubblici regionali, di approvazione dei disegni di legge di iniziativa governativa per l'invio in Ars, della individuazione della data di svolgimento delle elezioni regionali e amministrative.

## Dipartimenti regionali
L'Amministrazione regionale è suddivisa in Dipartimenti - che sostituirono, con la L.R. n.10/2000, le direzioni regionali - che sono incardinati in un assessorato o direttamente in capo alla Presidenza. Sono retti dai Dirigenti generali, nominati dalla Giunta.
- Segreteria generale
- Ufficio legislativo e legale
- Dipartimento della protezione civile
- Dipartimento della programmazione
- Dipartimento degli affari extraregionali
- Dipartimento delle attività produttive
- Dipartimento dei beni culturali e dell'identità siciliana
- Dipartimento del bilancio e del tesoro - Ragioneria generale
- Dipartimento delle finanze e del credito
- Dipartimento dell'acqua e dei rifiuti
- Dipartimento dell'energia
- Dipartimento della famiglia e delle politiche sociali
- Dipartimento del lavoro, dell'impiego, dell'orientamento
- Dipartimento della funzione pubblica e del personale
- Dipartimento delle autonomie locali
- Dipartimento delle infrastrutture, della mobilità e dei trasporti
- Dipartimento regionale tecnico
- Dipartimento dell'istruzione e della formazione professionale
- Dipartimento dell'agricoltura
- Dipartimento della pesca mediterranea
- Dipartimento dello sviluppo rurale e territoriale
- Dipartimento per la pianificazione strategica della salute
- Dipartimento per le attività sanitarie e Osservatorio epidemiologico
- Dipartimento dell'ambiente
- Dipartimento dell'urbanistica
- Comando del Corpo forestale della Regione
- Dipartimento del turismo, dello sport e dello spettacolo [7]